# Bruant à longue queue
Emberiza cioides
Espèce
Statut de conservation UICN

 LC  : Préoccupation mineure

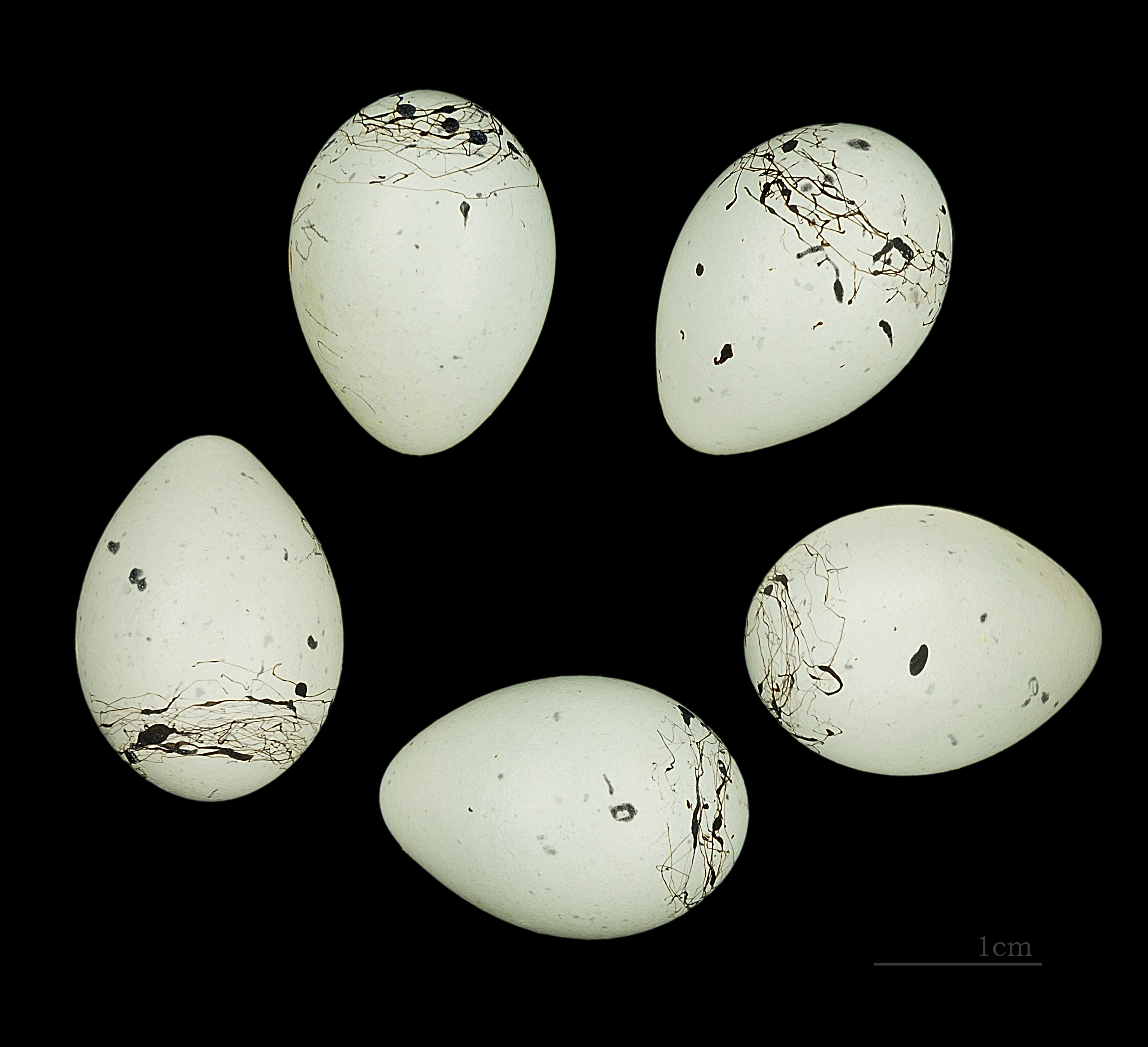
Œufs de Bruant à longue queue Muséum de Toulouse

Le Bruant à longue queue (Emberiza cioides) est une espèce de passereau appartenant à la famille des Emberizidae.

## Dénomination
L'espèce Emberiza cioides a été décrite par le naturaliste allemand Johann Friedrich von Brandt en 1843

## Habitat
Il vit dans les endroits secs, les habitats ouverts tels que les broussailles, les champs, les prairies et les forêts ouvertes.

## Répartition et sous-espèces
Il se reproduit dans le sud de la Sibérie, le nord et l'est de la Chine, le Kazakhstan oriental, le Kirghizistan, la Mongolie, la Corée et le Japon. Il n'est pas migrateur en général, mais les populations du nord migrent vers le sud aussi loin que le sud de la Chine et Taiwan. Il a été signalé plusieurs  fois en Europe, mais beaucoup d'entre eux sont considérés comme des animaux évadés de captivité plutôt que des vagabonds authentiques.
Cet oiseau est représenté par cinq sous-espèces :
- Emberiza cioides tarbagataica Sushkin, 1925 — nord-ouest de la Chine, Kazakhstan et Kirghizistan ;
- Emberiza cioides cioides  Brandt, 1843 — Mongolie, sud de la Sibérie et nord de la Chine ;
- Emberiza cioides weigoldi Jacobi, 1923 — Mandchourie ;
- Emberiza cioides castaneiceps Moore, F, 1856 — au sud de Hebei et Corée du Sud ;
- Emberiza cioides ciopsis Bonaparte, 1850 — Sakhaline, Kouriles et Japon.